# 슈텐달

슈텐달의 문장(紋章)

슈텐달(독일어: Stendal)은 독일 작센안할트주에 있는 도시이며, 알트마르크(Altmark)의 비공식적인 중심지이다. 2006년 현재 인구는 36,761명이다.

## 지리
엘베강의 서쪽에 위치하며, 베를린에서 서쪽으로 125km, 마그데부르크에서 북쪽으로 55km 떨어져 있다.

## 역사

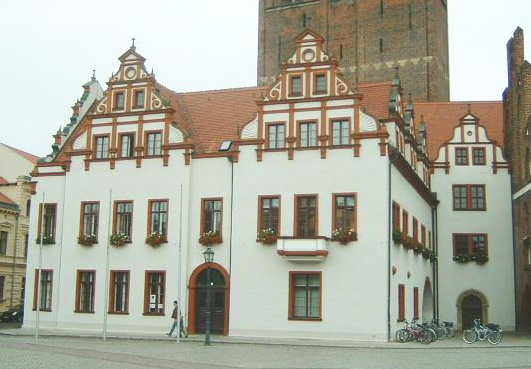
슈텐달 시청

12세기경 브란덴부르크 변경백 알브레히트 1세에 의해 창립되어 한자 동맹의 중요한 멤버가 되었다. 웅장한 교회, 시청과 남아 있는 두 개의 성문은 과거의 영화를 잘 드러내 주고 있다
나폴레옹 전쟁 후 프로이센의 작센 주에 속하였으며, 제2차 세계대전 후 1990년까지는 독일민주공화국(동독)에 속하였다.

## 에피소드
1717년 슈텐달에서 독일의 작가 요한 요아킴 빙켈만(Johann Joachim Winckelmann)이 태어났는데, 프랑스의 작가 마리-앙리 베일은 그에 대한 오마주로 이 도시의 이름을 그의 필명 '스탕달'로 사용하였다.